# Peter Winnen
Peter Winnen, né le 5 septembre 1957 à Ysselsteyn (Limbourg), est un coureur cycliste néerlandais, professionnel de 1980 à 1991. Il participe à huit Tours de France et s'y classe notamment 5e et meilleur jeune en 1981, 4e en 1982, et 3e en 1983. Il a remporté trois étapes : deux à l'Alpe d'Huez en 1981 et 1983, et une à Morzine en 1982.
En 2001 il accuse (avec Maarten Ducrot et Steven Rooks) plusieurs équipes néerlandaises d'avoir mis en place des systèmes de dopage organisé dans les années 1980. Il se propose aussi en faveur d'une extension (corticoïdes, stéroïdes anabolisants) des produits autorisés aux coureurs afin d'établir une différence claire entre le dopage médicamenteux et le dopage « de laboratoire » tel que l'EPO, dont il estime qu'il a rendu le cyclisme « ridicule ». 

## Palmarès

### Palmarès amateur
- 1976
  - 3e du championnat des Pays-Bas de cyclo-cross juniors
- 1979
  - 4e étape du Tour de Liège
  - 2e de Romsée-Stavelot-Romsée
- 1980
  - 2e de la Course de la Paix
  - 2e de Seraing-Aix-Seraing

### Palmarès professionnel
- 1981
  - Tour de France :
    -  Classement du meilleur jeune
    - 17e étape

  - 3e du Grand Prix E5
  - 3e du Tour de Romandie
  - 5e du Tour de France
- 1982
  - 17e étape du Tour de France
  - 2e du championnat des Pays-Bas sur route
  - 4e du Tour de France
- 1983
  - 4e étape du Tour de Suisse
  - 17e étape du Tour de France
  - 2e du Tour de Suisse
  - 3e du Tour de France
- 1985
  - 4eb étape de Paris-Nice (contre-la-montre par équipes)
  - 7e du Tour de Suisse
  - 8e du Critérium du Dauphiné libéré
- 1987
  - 7e étape du Tour de Suisse
  - 2e du Tour de Suisse
  - 8e du Tour de Romandie
  - 8e du Tour d'Italie
- 1988
  - 2e étape du Tour de France (contre-la-montre par équipes)
  - 8e du Tour d'Italie
  - 9e du Tour de France
- 1989
  - 4e de Paris-Nice
- 1990
  -  Champion des Pays-Bas sur route
  - 3e du Grand Prix de Francfort

## Résultats sur les grands tours

### Tour de France
8 participations
- 1981 : 5e, vainqueur du  classement du meilleur jeune et de la 17e étape
- 1982 : 4e, vainqueur de la 17e étape
- 1983 : 3e, vainqueur de la 17e étape
- 1984 : 26e
- 1985 : 15e
- 1986 : abandon (21e étape)
- 1988 : 9e, vainqueur de la 2e étape (contre-la-montre par équipes)
- 1990 : abandon (11e étape)

### Tour d'Italie
3 participations
- 1987 : 8e
- 1988 : 8e
- 1989 : 29e

### Tour d'Espagne
3 participations
- 1985 : abandon (9e étape)
- 1986 : 15e
- 1991 : abandon (15e étape)

## Distinctions
- Cycliste espoirs néerlandais de l'année : 1981